# Gamma-valerolactona
La gamma-valerolactona, es un compuesto orgánico biorrenovable. Es un líquido incoloro con olor característico a hierbas. Es un isómero estructural de la delta-valerolactona. Es miscible en agua.
Es estable en el aire y no se hidroliza en el agua, sin embargo en presencia de ácido puede ser hidrolizado y el anillo se abre para dar ácido gamma-hidroxipentanoico y con hidróxido de sodio acuoso se forma gamma-hidroxipentanoato.
Su fórmula molecular es C5H8O2, es una de las lactonas más comunes.
Tiene bajo punto de fusión (-31 °C), punto de ebullición alto (207 °C), una densidad de 1,05g/cm³, su presión de vapor es muy baja, incluso a temperaturas más altas (3,5 kPa a 80 °C).
Su punto de ebullición alto es ventajoso en las reacciones químicas, permitiendo mayor velocidad  de reacción.
No forma azeótropo con el agua, puede ser separado por destilación. 

## Aplicaciones
Las propiedades físicas y químicas de la gamma-valerolactona (GVL), la hacen ser un excelente disolvente. Dos derivados de la GVL, pueden ser considerados como biocompuestos oxigenados,
Debido a su olor característico a hierbas puede ser empleado como aditivo para la fabricación de perfumes.
Su uso más importante es como combustible líquido.
La GVL se produce a partir de biomasa derivada de hidratos de carbono, unos catalizadores de sílice y alúmina ( H ZSM-5 ), se usan para convertirla en un gas llamado buteno. En un reactor, los butenos producidos pueden unirse para formar hidrocarburos más pesados similares a los de los combustibles de automóviles y el combustible para reactores. 
Este proceso de fabricación de biocombustibles produce dióxido de carbono, pero a diferencia de otros procesos, con este nuevo método, el dióxido de carbono es una corriente relativamente pura. Este gas es eliminado de manera más eficiente que el obtenido en la quema de carbón.
La GVL se usa a veces como análogo del GHB

## Obtención
Se obtiene a partir del ácido levulínico, un derivado de la glucosa y de otros azúcares. 
Un nuevo proceso de síntesis sería a través de una reacción de Baeyer-Villiger, usando peróxido de bis (trimetilsilil) como oxidante y un líquido iónico [bmim]BF4 como disolvente.

## Toxicidad
No tóxico y biodegradable.
Fácil y seguro de almacenar y transportar. Debido a su olor característico se detectan fácilmente fugas y derrames.
En caso de inhalación proporcionar aire fresco.
En caso de contacto con los ojos lavar rápidamente con agua.
En caso de contacto con la piel lavar rápidamente con agua y jabón.